# 青春スキャンダル
『青春スキャンダル』（せいしゅんスキャンダル、英語名：My Hero）は、セガ・エンタープライゼスの横スクロールアクションゲームであり、開発はコアランドテクノロジーが担当した。
本作は、1985年にアーケードゲーム（ACゲーム）として稼働を開始しており、システム基板は「セガ・システム1」を使用している。
アーケード版が稼働を開始した翌年の1986年には、家庭用ゲーム機セガ・マークIII向けに移植された。
また、2020年には、復刻系ゲーム機・アストロシティミニに収録される形で移植・リリースされている。（詳しくは後述）
主人公キャラクター「たけし君」を操作し、さらわれた恋人（マリ）を救い出すのが目的である。現代・江戸時代・未来の三つのステージに分かれており、ステージ最後はその面のボスとのタイマン勝負になる。4面以降は最初からループする。

## 操作方法
業務用ではジョイスティックのレバーとボタン（攻撃・ジャンプ）、セガ・マークIII版ではジョイパッドで操作する。
また、移動用のボタンと攻撃用のボタンを組み合わせて前蹴りや足払いをすることができる。

## ステージ解説
※敵キャラクター名は便宜的につけたもの。
各ステージ共通
ザコキャラクターは色によって攻撃方法が異なる。
- 青……通常ザコ。歩いて近寄り、パンチ等の攻撃を仕掛けてくる。
- 青（上）……上から物（ステージで異なる）を落として攻撃する。
- 赤……主人公の色違いのオプションを捕らえていて、彼を蹴りで追い立てながら画面端へ移動する。
- 緑……ジャンプしながら移動する。

青ザコ（上）が落としてくる落下物はたけしの攻撃で前にはじき飛ばすことができ、軌道上の敵を倒すことができる。
- 倒すことができる…青・緑ザコ、中ザコ（飛び道具を投げてくる）
- 倒すことができない…青（上）・赤ザコ、小ザコ（地表を這って近づいてくる）

青（上）は、落下物をはじき飛ばした軌道上に存在しないため。
赤ザコに捕まっている『しん君』（たけしと色違いの制服を着ている）を助けると、たけしの後ろについて一緒に攻撃する（いわゆるオプション）。しん君は敵の攻撃を受けると消滅する。しん君をステージ最後まで無事に連れて行くと、同じコアランド作品である『ごんべえのあいむそ～り～』の自キャラクターであるごんべえが登場し、ボーナス得点が加算される。
時間制限はないが、同じ場所にとどまっていると、永久パターン防止キャラクター（火の玉）が自機を狙って飛んでくる。
ステージ最後には夕日の海岸でボスとのタイマン勝負になる（この場面のみライフ制）。
ボスを倒すとステージクリアとなり、改心したボスと夕日を見ながら熱く語り合うデモが挿入されるが、直後に次面ボスが現れタイムマシンでマリを連れ去ってしまう。
ステージ1（現代）
舞台は現代の街角。ザコキャラクターはモヒカン刈りのグラサン男。落下物はビン。中ザコはナイフを投げる小男。小ザコは犬。ボスは腕に入れ墨のあるモヒカン刈りの男。
ステージ2（江戸時代）
舞台は忍者屋敷。ザコキャラクターは覆面をした忍者。落下物は木の枝（薪?）。中ザコは手裏剣を飛ばす坊主頭の忍者。小ザコはなし。ボスはチョンマゲ頭の忍者の頭領。
ステージ3（未来）
舞台は未来。ザコキャラクターは猿に似た姿の未来人。落下物は石。中ザコは火を吐くロボット。小ザコはなし。ボスは未来人のリーダー。

## 移植版
| No. | タイトル                 | 発売日                          | 対応機種           | 開発元 | 発売元                          | メディア                                   | 型式 | 備考             |
| --- | ------------------------ | ------------------------------- | ------------------ | ------ | ------------------------------- | ------------------------------------------ | ---- | ---------------- |
| 1   | 青春スキャンダル My Hero | 1986年1月31日 1986年9月1日 1987 | セガ・マークIII    | セガ   | セガ                            | マイカードマークIII Sega Card ロムカセット | -    |                  |
| 2   | 青春スキャンダル         | 2020年12月17日                  | アストロシティミニ | 瑞起   | セガトイズ（発売） セガ（販売） | プリインストール                           | -    | アーケードの移植 |

マークIIIセガ・マークIII
当時の家庭用ゲーム機に全般に言えるスペック上の限界・ゲームプログラム媒体の容量に起因する問題などによりアーケード版とは仕様が変わり、現代のみを繰り返す（タイムスリップしない）構成となっている。同様の理由により「しん君」も登場しない。ただし敵キャラクターの挙動はアーケード版と同様ステージごとに異なり、プレイ感覚は再現されている。
また、開発にはオサール・コウタこと林田浩太郎が参加している。
マークIII版の発売に当たっては、テレビCMによる宣伝が展開された。
アストロシティミニ版
アストロシティミニ版は、1980年代から1990年代中期のアーケードゲーム36作品（+おまけ1作品）が本体にプリインストールされており、この一つとしての収録。概ねアーケード版を完全移植している。本体の機能として、いわゆる「どこでもセーブ」（ステートセーブ）が使用可能。
なお、現在コアランド社名時代を含めたバンプレストのテレビゲームIPはバンダイナムコエンターテインメント（BNEI）が保有しているので、今回の収録に際してはセガがBNEI社に許諾を貰っている。